# Opiinae
De Opiinae zijn een onderfamilie van vliesvleugeligen uit de familie schildwespen (Braconidae).

## Geslachten
- Opiolastes (van Achterberg & Chen, 2004)
- Opius (Wesmael, 1835)